# 藤島達朗
藤島 達朗（ふじしま たつろう、1907年1月16日 - 1985年1月24日）は、日本の仏教史学者。大谷大学名誉教授。浄土真宗大谷派講師。

## 経歴
1907年、島根県美保関町で生まれた。1929年、大谷大学文学部国史学科を卒業。大谷大学文学部助教授となり、後に教授昇格。1962年に学位論文『我国古代に於ける浄土教思想の研究』で大谷大学より文学博士の学位を取得。1978年に大谷大学を定年退職し、名誉教授となった。また、奈良大学教授、真宗大谷派講師も務めた。

## 著作

### 著書
- 『日本仏教の話』大谷出版協会 仏教知識講座 1942
- 『恵信尼公 親鸞の妻』法蔵館 1984
- 『親鸞をささえた妻と娘 恵信と覚信』法蔵館 1984
- 『本廟物語 東本願寺の歴史』真宗大谷派宗務所出版部 1984
- 『日本仏教をささえた33人』法蔵館 1991

### 共編著
- 『岩倉公旧蹟保存会所蔵文書目録』徳重浅吉共編 岩倉公旧蹟保存会 1939
- 『東方年表』野上俊静共編 平楽寺書店 1955
- 『伝灯の聖者 真宗七高僧伝』野上俊静共編 平楽寺書店 1961
- 『大谷本廟史』細川行信共著 大谷派宗務所 1963
- 『日本浄土教史の研究』宮崎円遵共編 平楽寺書店 1969
- 『親鸞聖人』宮崎円遵,平松令三共編 徳間書店 1973
- 『親鸞聖人眞蹟集成』全9巻 赤松俊秀, 宮崎円遵,平松令三共編 法藏館 1973-74

### 論文
- Cinii